# 沙堡洲办事处
沙堡洲办事处是中华人民共和国湖南省益阳市南县曾下辖的一个类似乡级单位。2000年，益阳将原大通湖、北洲子、金盆、千山红等国营农场改为镇，设立大通湖管理区。沙堡洲办事处即是依托大通湖渔场设立。2013年，湖南省人民政府批准，以原大通湖渔场和沙堡洲办事处管辖范围设立沙堡洲镇。驻地在沙堡洲。2015年，湖南省人民政府批准，沙堡洲镇并入河坝镇。大通湖渔场作为企业保留。

## 行政区划
下辖以下地区：沙堡洲街道虚拟社区。